# イワタルリ
イワタ ルリ (1951年 - ）は、東京都生まれのガラス作家。同じく現代ガラス作家の岩田藤七の孫にあたる。
東京芸術大学で鋳金を学んだあと、ガラス作家として活動を開始。
日常使いのガラスの器から、ガラスを金属や麻縄といった異素材と組み合わせた大型のインスタレーションまで多様な作品作りをしている。
1998年、作品「No.981204」がサントリー美術館大賞を受賞。

## 略歴
- 1951年　[昭和26年]　岩田久利の長女として東京に生まれる。
- 1977年　[昭和52年]　東京芸術大学大学院終了。
- 1979年　[昭和54年]　第1回個展開催。
- 1989年　[平成元年]　第14回吉田五十八賞受賞。
- 1994年　[平成6年]　コーニング社に立体作品を収蔵。
- 1996年　[平成8年]　資生堂ギャラリーにて企画展開催。
- 1998年　[平成10年]　「サントリー美術館大賞展'98」大賞受賞。
- 2001年　[平成13年]　資生堂「椿会展」立体作品出品。
- 2010年　[平成22年]　資生堂アートハウス「岩田籐七、岩田久利、イワタルリ　三人」展開催。
- 2012年　[平成24年]　石川県能登島ガラス美術館「華麗なるガラス一族」展開催。
- 2014年　[平成26年]　六本木SAVOIR VIVRE「イワタルリ」展開催。以降2018年現在まで毎年開催。
- 2016年　[平成28年]　富山市ガラス美術館「イワタルリ　BODY×硝子」展開催。
- 2018年　[平成30年]　銀座工芸むら田「四人の匠」展開催。